# Neutrí electrònic
El neutrí electrònic és una partícula elemental que pertany al grup dels leptons. Té espín ½, i una massa com a màxim un milió de vegades menor que la de l'electró, però no nul·la.
Com que té una massa tan petita, sempre es mou a una velocitat propera a la velocitat de la llum, per això els científics pensaven que el neutrí no tenia massa, i era per tant un luxon. Més endavant, es descobriria el fenomen de l'oscil·lació de neutrins, que consisteix bàsicament en el fet que els neutrins canvien constantment de sabor. Com a conseqüència de l'oscil·lació, els neutrins han de tenir una massa no nul·la.
No té càrrega elèctrica, i com que només interacciona per interacció dèbil (la interacció gravitatòria en el món de les partícules és ínfima), és una partícula molt difícil de detectar, i a més (a causa de l'oscil·lació) és pràcticament indistingible dels altres dos neutrins del model estàndard.